# Vapenlås

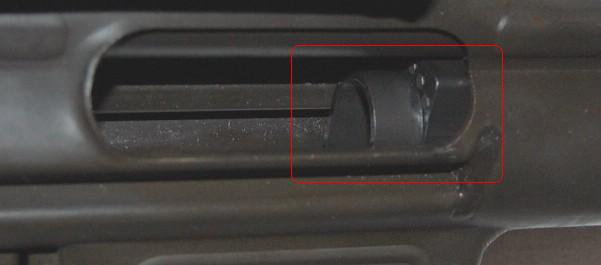
Låst patronlägeslås

Vapenlås är till för att göra ett vapen obrukbart vid eventuell stöld.
Låset placeras i patronläget och förs in via magasinstyrningen, vilket medför att vapnet ej behöver tas isär. Vid försök att avlägsna låset med våld blir vapnet obrukbart då pipan och patronläget förstörs av de hårdmetallskär som sitter i låset.
Det finns också vapenlås som placeras med en kolv genom varbygeln, ett smidigt och portabelt sätt att låsa ett vapen till exempel vid transport.
Det förekommer historier om att det patronlägeslås som svenska försvarsmakten använder för Hemvärnets Ak 4B skall gå att plocka ur utan nyckel utan att åverkan på vapnet sker. Detta anges i många fall även vara mycket lätt att göra med enkel utrustning. Dessa uppgifter kan troligtvis avfärdas som ogrundade rykten då ingen hittills kunnat visa att så är fallet.
De vapen som patronlåset har fastnat i byts ut och det trasiga vapnet destrueras.